# Coppa Italia (calcio a 5 femminile)
La Coppa Italia è la coppa nazionale italiana di calcio a 5. Si tiene a cadenza annuale dal 2001 ed è organizzata dalla LND-Divisione Calcio a 5. La competizione è solitamente articolata in un torneo a otto squadre giocato in sede unica con incontri a eliminazione diretta (final eight).

## Formula attuale
Al torneo sono qualificate d'ufficio le squadre di Serie A giunte tra la prima e l'ottava posizione in classifica al termine del girone di andata. Gli abbinamenti nei quarti di finale sono determinati tramite sorteggio: ognuna delle squadre giunte nelle prime quattro posizioni è abbinata ad una giunta tra il quinto e l'ottavo posto. Tutte le gare del torneo sono ad eliminazione diretta. Nel caso di parità al termine del tempo regolamentare, nei quarti di finale e nelle semifinali la vincente sarà determinata mediante la battuta di tre calci di rigore. Nella finale questi saranno preceduti da due tempi supplementari di due tempi supplementari della durata di 5 minuti ciascuno.

## Albo d'oro
| Stagione  | Sede               | Vincitore                                        | Finalista                                        |
| --------- | ------------------ | ------------------------------------------------ | ------------------------------------------------ |
| 2000-2001 |                    | Lazio Femminile                                  | Balestrate                                       |
| 2001-2002 | Non disputata      | Non disputata                                    | Non disputata                                    |
| 2002-2003 |                    | Roma                                             | Poggibonsese                                     |
| 2003-2004 |                    | DuePonti Roma                                    | Cesena                                           |
| 2004-2005 |                    | DuePonti Roma                                    | Real Statte                                      |
| 2005-2006 |                    | Virtus Roma                                      | Real Statte                                      |
| 2006-2007 |                    | Imolese                                          | Virtus Roma                                      |
| 2007-2008 | Lido di Ostia      | Real Statte                                      | Lupe                                             |
| 2008-2009 |                    | Real Statte                                      | Preci                                            |
| 2009-2010 |                    | Torrino                                          | Real Statte                                      |
| 2010-2011 | Norcia             | Real Statte                                      | Lupe                                             |
| 2011-2012 | Pesaro             | Kick Off                                         | Preci                                            |
| 2012-2013 | Pescara            | Sinnai                                           | Real Statte                                      |
| 2013-2014 | Pescara            | Lazio Femminile                                  | Ternana                                          |
| 2014-2015 | Pescara            | Real Statte                                      | Montesilvano                                     |
| 2015-2016 | Pescara            | Isolotto                                         | Lazio Femminile                                  |
| 2016-2017 | Bassano del Grappa | Olimpus                                          | Sinnai                                           |
| 2017-2018 | Bari               | Montesilvano                                     | Cagliari                                         |
| 2018-2019 | Faenza             | Kick Off                                         | Lazio                                            |
| 2019-2020 | Faenza             | Non assegnato a causa della pandemia di COVID-19 | Non assegnato a causa della pandemia di COVID-19 |
| 2020-2021 | Rimini             | Falconara                                        | Lazio                                            |
| 2021-2022 | Bisceglie          | Falconara                                        | Real Statte                                      |
| 2022-2023 | Bisceglie          | Bitonto                                          | Kick Off                                         |
| 2023-2024 | Genova             | Bitonto                                          | TikiTaka Francavilla                             |
| 2024-2025 | Mola di Bari       | Bitonto                                          | Kick Off                                         |

## Vittorie per squadra
| Titoli | Squadra         | Anni                   |
| ------ | --------------- | ---------------------- |
| 4      | Real Statte     | 2008, 2009, 2011, 2015 |
| 3      | Bitonto         | 2023, 2024, 2025       |
| 2      | Lazio Femminile | 2001, 2014             |
| 2      | DuePonti Roma   | 2004, 2005             |
| 2      | Kick Off        | 2012, 2019             |
| 2      | Falconara       | 2021, 2022             |
| 1      | Roma            | 2003                   |
| 1      | Virtus Roma     | 2006                   |
| 1      | Imolese         | 2007                   |
| 1      | Torrino         | 2010                   |
| 1      | Sinnai          | 2013                   |
| 1      | Isolotto        | 2016                   |
| 1      | Olimpus         | 2017                   |
| 1      | Pescara         | 2018                   |